# کنیا کوردنر
کنیا کوردنر (انگلیسی: Kennya Cordner؛ زادهٔ ۱۸ نوامبر ۱۹۸۸) بازیکن فوتبال اهل ترینیداد و توباگو است.
از باشگاه‌هایی که در آن بازی کرده‌است می‌توان به بریزبن رور، باشگاه فوتبال رین، و باشگاه فوتبال زنان سیاتل ساندرز اشاره کرد.
وی همچنین در تیم‌های ملی فوتبال Trinidad and Tobago women's national under-19 football team, Trinidad and Tobago women's national under-20 football team، و Trinidad and Tobago women's national football team بازی کرده‌است.